# Min søsters børn
 For alternative betydninger, se Min søsters børn (flertydig). (Se også artikler, som begynder med Min søsters børn)
Min søsters børn er en dansk film-serie, der startede i 1966. Min søsters børn kører nu i 4. generation.

## Film i serien

### 1. generation
Der blev lavet fire film i serien i perioden 1966-1971:
1. Min søsters børn - 1966
2. Min søsters børn på bryllupsrejse - 1967
3. Min søsters børn vælter byen - 1968
4. Min søsters børn når de er værst - 1971

#### Medvirkende
- Onkel Erik Lund: Axel Strøbye
- Mor Else Berg – Eriks søster: Jeanne Darville
- Far Peter Berg – Eriks svoger: William Rosenberg

- Jan: Jan Priiskorn Schmidt
- Michael: Michael Rosenberg
- Lotte: Vibeke Houlberg
- Pusle: Pusle Helmuth
- Blob: Lars Madsen
- Rikke: Sonja Oppenhagen
- Andersen – Bergs nabo: Karl Stegger
- Edel – hans kone: Thecla Boesen
- Lisbeth – deres datter Birgit Sadolin

##### Kredits
- Instruktion: Annelise Reenberg
- Manuskript: Annelise Reenberg og Gitte Palsby dog kun ved første film
- Produktionsselskab: Saga Studio

### 2. generation
Der blev lavet tre film i serien i perioden 2001-2004:
1. Min søsters børn - 2001
2. Min søsters børn i sneen - 2002
3. Min søsters børn i Ægypten - 2004

#### Medvirkende
- Onkel Erik Lund: Peter Gantzler
- Eriks søster: Wencke Barfoed
- Eriks svoger: Niels Olsen
- Irene (fru.) Flinth: Lotte Andersen
- Amalie: Neel Rønholt
- Jan: Stefan Pagels Andersen
- Michael: Mikkel Sundø
- Pusle: Benedikte Maria Hedegaard Mouritsen
- Blob: Fritz Bjerre Donatzsky-Hansen
- Fru. Flinths søn: Lasse Baunkilde

##### Kredits
- Instruktion: Tomas Villum Jensen 1 & 2 Kasper Barfoed 3
- Manuskript: Søren Frellesen 1-3, Michael Asmussen 1 & 2 Anne-Marie Olesen, Lars Mering 3
- Produktionsselskab: Sandrew Metronome Danmark A/S, Moonlight Filmproduction 1-3

### 3. generation
Der blev lavet tre film i serien i perioden 2010-2013:
1. Min søsters børn vælter Nordjylland - 2010
2. Min søsters børn alene hjemme[1] - 2012
3. Min søsters børn i Afrika - 2013

#### Medvirkende
- Onkel Erik Lund: Peter Mygind
- Irene (fru.) Flinth: Mille Dinesen
- Eriks søster: Ditte Hansen
- Eriks svoger/Peter: Troels Malling
- Amalie: Mathilde Høgh Kølben
- Jan: Sebastian Kronby
- Michael: Lasse Guldberg Kamper
- Pusle: Frida Luna Roswall Mattson
- Blob: Rumle Riisom
- Julie: Clara Rugaard-Larsen

##### Kredits
- Instruktion: Martin Miehe-Renard
- Manuskript: Martin Miehe-Renard og Michael Obel (dog kun første)
- Produktionsselskab: Thura Film (første) og Obel Film (anden og tredje)

### 4. generation
Der er indtil videre blevet lavet en film i serien i perioden 2015-i dag:
1. Min søsters børn og guldgraverne - 2015

#### Medvirkende
- Onkel Erik Lund: Rasmus Botoft
- Irene (fru.) Flinth: Lærke Winther Andersen
- Amalie: Rose-Maria Nemeth Kipling
- Jan: Magnus Nørgaard Larsen
- Michael: Carl Nygaard
- Pusle: Rosita Nellie Holse Gjurup
- Blob: Thedor Krosby Chieu
- Brad: Frederik Winther Rasmussen
- Anna: Lone Hertz